# Guerra dos navegadores
A Guerra dos Browsers ou guerra dos navegadores Web foi um período (aproximadamente de 1995 a 1999) na história da Internet no qual a empresa Netscape, produtora do software browser (navegador) de mesmo nome, perdeu a sua liderança absoluta no mercado de softwares dessa categoria para a empresa Microsoft, produtora do Internet Explorer. A Guerra dos Browsers teve grande importância na área de informática pois resultou numa reversão total no uso de um software para outro, além de gerar projetos como o Mozilla e o Opera.
Neste período a Microsoft foi processada pela Netscape alegando que a sua concorrente estaria utilizando táticas monopolistas para ganhar o mercado de browsers, já que a mesma, segundo a Netscape, se aproveitou de sua liderança no mercado de sistemas operacionais (Windows 95, Windows 98) e adicionou juntamente ao Windows o Internet Explorer. Dessa forma os usuários, pela praticidade, iriam automaticamente utilizar este ao invés de fazer o download do Netscape.
Com a introdução do HTML5 e do CSS 3, uma nova geração da guerra de navegadores começou, desta vez adicionando extensos scripts do lado do cliente à World Wide Web, bem como um uso mais amplo de smartphones e outros dispositivos móveis para navegar na web. Esses recém-chegados garantiram que as batalhas entre navegadores continuassem entre os entusiastas, enquanto o usuário médio da web é menos afetado.

## Antecedentes
A World Wide Web é um sistema de hipertexto baseado na Internet, criada no fim dos anos 1980 e início dos anos 1990 por Tim Berners-Lee. Berners criou o primeiro navegador da Web, posteriormente renomeado como Nexus, e o lançou para a plataforma NeXTstep em 1991.
No final de 1992 surgiram outros navegadores, muitos deles baseados na biblioteca libwww. Estes incluíram navegadores Unix como o Line mode browser, ViolaWWW, Erwise, MidasWWW e o MacWWW do Mac. Embora esses navegadores tendessem a serem simples visualizadores de HTML, contando com aplicativos auxiliares externos para visualizar conteúdo multimídia; eles ofereciam opções para os usuários em navegadores e plataformas.

## Guerras Mosaicas
Outros navegadores foram lançados em 1993, incluindo Cello, Arena, Lynx, tkWWW e Mosaic. O mais influente deles foi o Mosaic, um navegador multiplataforma desenvolvido no Centro Nacional de Aplicações de Supercomputação (NCSA). Em outubro de 1994, a Mosaic estava "a caminho de se tornar a interface padrão do mundo", de acordo com Gary Wolfe, da Wired.
Várias empresas licenciaram o Mosaic para criar seus próprios navegadores comerciais, como o AirMosaic e o Spyglass Mosaic. Um dos desenvolvedores do Mosaic, Marc Andreessen, foi um dos fundadores da Mosaic Communications Corporation e criou um novo navegador chamado Mosaic Netscape.
Existem duas eras na Internet — antes do Mosaic e depois. A combinação dos protocolos da Web de Tim Berners-Lee, que proporcionou conectividade, e o navegador de Marc Andreesen, que proporcionou uma ótima interface, mostraram-se explosivos. Em vinte e quatro meses, a Web passou de desconhecida para absolutamente onipresente.
Para resolver problemas legais com o NCSA, a empresa foi renomeada como Netscape Communications Corporation e o navegador Netscape Navigator. O navegador Netscape melhorou a usabilidade e a confiabilidade do Mosaic e conseguiu exibir as páginas conforme elas eram carregadas. Em 1995, ajudado pelo fato de ser livre para uso não comercial, o navegador dominava a emergente World Wide Web.
Outros navegadores lançados durante 1994 incluíram o IBM Web Explorer, o Navipress, o SlipKnot, o MacWeb e o Browse.
Em 1995, a Netscape enfrentou nova concorrência do OmniWeb, WebRouser, UdiWWW e do Microsoft Internet Explorer 1.0, mas continuou a dominar o mercado.

## Primeira Guerra dos Navegadores: 1995–2001

Quota de mercado para vários navegadores entre 1996 e 2009. O Firefox era originalmente chamado de "Phoenix", o que implicava que ele renasceria como uma fênix depois que o Netscape fosse eliminado pela Microsoft.

Em meados de 1995, a World Wide Web tinha recebido muita atenção na cultura popular e na mídia. O Netscape era o navegador da Web mais amplamente usado e a Microsoft licenciou o Mosaic para criar o Internet Explorer 1.0, que foi lançado como parte do pacote de agosto do Microsoft Windows 95 Plus.
O Internet Explorer 2.0 foi lançado para download gratuito três meses depois. Ao contrário do Netscape, ele estava disponível para todos os usuários do Windows gratuitamente, o que também se aplica a empresas comerciais. Outras empresas posteriormente seguiram o exemplo e liberaram seus navegadores gratuitamente. Tanto o Netscape quanto produtos concorrentes como InternetWorks, Quarterdeck Browser, InterAp e WinTapestry foram empacotados com outros aplicativos para suítes completas de Internet. Novas versões do Internet Explorer e do Netscape (com a marca Netscape Communicator) foram lançadas em ritmo acelerado nos anos seguintes.
O desenvolvimento foi rápido e novos recursos foram adicionados rotineiramente, incluindo o JavaScript do Netscape (posteriormente replicado pela Microsoft como JScript) e tags de HTML como <blink> e <marquee>.
O Internet Explorer começou a abordar a paridade de recursos com o Netscape com a versão 3.0 (1996), que oferecia suporte a scripts e a primeira implementação comercial do Cascading Style Sheets (CSS).
Em outubro de 1997, o Internet Explorer 4.0 foi lançado. A festa de lançamento em São Francisco continha um logotipo da letra "e" com três metros de altura. Os funcionários da Netscape que apareceram para trabalhar na manhã seguinte encontraram o logotipo no gramado da frente, com uma placa que dizia: "Da equipe do IE... Nós amamos vocês". Os funcionários da Netscape prontamente derrubaram e definiram uma figura gigante de seu mascote dinossauro em cima, segurando uma placa dizendo "Netscape 72, Microsoft 18", representando a distribuição do mercado.
O Internet Explorer 4 mudou as marés da guerra dos navegadores. Foi integrado ao Microsoft Windows, o que lhe deu uma grande base de instalação.
Durante esses lançamentos, era comum os web designers exibirem os logotipos "Melhor visualizado no Netscape" ou "Melhor visualizado no Internet Explorer". Essas imagens costumavam identificar uma versão específica do navegador e eram comumente vinculadas a uma fonte da qual o navegador declarado poderia ser baixado. Esses logotipos geralmente reconhecem a divergência entre os padrões suportados pelos navegadores e significam qual navegador foi usado para testar as páginas. Em resposta, os defensores do princípio de que os sites devem estar em conformidade com os padrões da World Wide Web e, portanto, visível com qualquer navegador iniciado a campanha "Visível em qualquer navegador", que empregou seu próprio logotipo semelhante aos partidários. A maioria dos sites da web, no entanto, especificou ou o Netscape ou o IE como seu navegador preferido ao fazer alguma tentativa de suportar uma funcionalidade mínima no outro.

### Internet Explorer 5 e 6
A Microsoft teve três fortes vantagens nas guerras dos navegadores.
Um era recursos: a Netscape começou com cerca de 80% de participação de mercado e boa parte da boa vontade pública, mas como uma empresa relativamente pequena que obtinha a grande parte de sua receita do que era essencialmente um único produto (Navigator e seus derivados), era vulnerável. A receita total da Netscape nunca excedeu a receita de juros gerada pelos fundos da Microsoft que estavam prontamente disponíveis para uso. Os recursos da Microsoft permitiram que eles disponibilizassem o Internet Explorer gratuitamente, já que as receitas do Windows eram usadas para financiar seu desenvolvimento e marketing. O Netscape era um software comercial para empresas, mas era fornecido gratuitamente para uso doméstico e educacional; O Internet Explorer foi fornecido gratuitamente para todos os usuários de Windows e Macintosh, cortando um fluxo de receita significativo; como foi dito por Jim Barksdale, Presidente e CEO da Netscape Communications: "Muito poucas vezes na guerra, forças menores ultrapassaram forças maiores..."
Outra vantagem foi que o Microsoft Windows tinha mais de 90% de participação no mercado de sistemas operacionais para desktops. O Internet Explorer foi empacotado com todas as cópias do Windows, portanto, a Microsoft conseguiu obter uma vantagem do mercado com mais facilidade do que a Netscape, pois os clientes tinham o Internet Explorer como o navegador padrão. Nessa época, muitas novas compras de computadores eram as primeiras compras de computadores para usuários domésticos ou escritórios, e muitos dos usuários nunca haviam usado extensivamente um navegador da web antes. Consequentemente, o comprador não tinha mais nada para comparar e pouca motivação para considerar alternativas; o conjunto de habilidades que adquiriram com o acesso à Internet e à World Wide Web fez com que a diferença em recursos de navegador ou ergonomia fosse pequena em comparação.
Durante o caso antitruste da Microsoft em 1998, o vice-presidente da Intel, Steven McGeady, declarou que um executivo sênior da Microsoft disse a ele em 1995 a intenção da empresa de "cortar o fornecimento de ar da Netscape", embora um advogado da Microsoft tenha rejeitado o depoimento de McGeady. Nesse mesmo ano, a Netscape foi adquirida pela America Online por US$ 4,2 bilhões. O Internet Explorer tornou-se o novo navegador dominante, alcançando um pico de cerca de 96% do compartilhamento de uso em 2002.
A primeira guerra de navegadores terminou com o Internet Explorer não tendo concorrência séria por sua participação no mercado. Isso também pôs fim à rápida inovação nos navegadores da web; até 2006, havia apenas uma nova versão do Internet Explorer desde a versão 6.0 lançada em 2001. O Internet Explorer 6.0 Service Pack 1 foi desenvolvido como parte do Windows XP Service Pack 1 e também foi integrado ao Windows Server 2003. Outras melhorias foram feitas ao Internet Explorer no Windows XP Service Pack 2 (lançado em 2004), incluindo um bloqueador de pop-ups e configurações de segurança padrão mais fortes em relação à instalação de controles ActiveX.

## Segunda guerra dos navegadores: 2004–2017
O Firefox 2.0, mostrado aqui, foi lançado em outubro de 2006.
No início do declínio do Netscape, a Netscape forneceu código-fonte aberto ao seu navegador e, posteriormente, confiou-o à recém-formada Mozilla Foundation sem fins lucrativos — um projeto basicamente voltado para a comunidade para criar um sucessor do Netscape. O desenvolvimento continuou por vários anos, com pouca adoção generalizada, até que foi criada uma versão simplificada apenas para o navegador do pacote completo, que incluía novos recursos, como uma barra de pesquisa separada (que anteriormente só aparecera no navegador Opera). A versão somente para navegador foi inicialmente denominada Phoenix, mas devido a problemas de marca registrada esse nome foi alterado, primeiro para o Firebird, depois para o Firefox. Este navegador tornou-se o foco dos esforços de desenvolvimento da Fundação Mozilla e o Mozilla Firefox 1.0 foi lançado em 9 de novembro de 2004. Continuou ganhando uma fatia crescente do mercado de navegadores até um pico em 2010.
Em 2003, a Microsoft anunciou que o Internet Explorer 6 Service Pack 1 seria a última versão autônoma de seu navegador. Aprimoramentos futuros seriam dependentes do Windows Vista, que incluiria novas ferramentas, como o WPF e o XAML, para permitir que os desenvolvedores criem aplicativos da Web.
Em resposta, em abril de 2004, a Mozilla Foundation e a Opera Software uniram esforços para desenvolver novos padrões de tecnologia aberta, que acrescentam mais recursos, enquanto permaneceram compatíveis com as tecnologias existentes. O resultado dessa colaboração foi o WHATWG, um grupo de trabalho dedicado à rápida criação de novas definições padrão que seriam submetidas ao W3C para aprovação.
O crescente número de combinações de dispositivos / navegadores em uso, a acessibilidade da Web exigida por lei, bem como a expansão da funcionalidade esperada da Web para exigir essencialmente habilidades DOM e de script, incluindo AJAX, tornaram os padrões web cada vez mais importantes nessa época. Em vez de divulgar suas extensões proprietárias, os desenvolvedores de navegadores começaram a comercializar seus softwares com base na aderência ao comportamento, conforme especificado pelo padrão.

### Navegadores atualizados lançados e o aumento do uso de dispositivos móveis
Em 15 de fevereiro de 2005, a Microsoft anunciou que o Internet Explorer 7 estaria disponível para o Windows XP SP2 e versões posteriores do Windows até meados de 2005. O anúncio introduziu a nova versão do navegador como uma atualização importante sobre o Internet Explorer 6 SP1.
O Opera era um jogador pequeno há muito tempo na guerra dos navegadores, conhecido por introduzir recursos inovadores como navegação por abas e gestos de mouse, além de ser leve, mas rico em recursos. O software, no entanto, era comercial, o que dificultou sua adoção em comparação com seus rivais livres até 2005, quando o navegador se tornou freeware. Em 20 de junho de 2006, a Opera Software lançou o Opera 9, incluindo um visualizador de código-fonte integrado, uma implementação de cliente BitTorrent e widgets. Foi o primeiro navegador do Windows a passar no teste Acid2. O Opera Mini, um navegador para dispositivos móveis, possui participação significativa no mercado de dispositivos móveis. Edições do Opera também estão disponíveis para o Nintendo DS eoWii.
A Microsoft lançou o Internet Explorer 7 em 18 de outubro de 2006. Incluía navegação por abas, barra de pesquisa, filtro de phishing e suporte aprimorado a padrões da Web (incluindo suporte completo a PNG ) — todos recursos já conhecidos dos usuários do Opera e do Firefox. A Microsoft distribuiu o Internet Explorer 7 para usuários originais do Windows (WGA) como uma atualização de alta prioridade através do Windows Update. A análise de participação de mercado típica mostrou apenas uma absorção lenta do Internet Explorer 7 e a Microsoft decidiu descartar a exigência do WGA e disponibilizou o Internet Explorer 7 para todos os usuários do Windows em outubro de 2007. Ao longo dos dois anos seguintes, a Microsoft trabalhou no Internet Explorer 8. Em 19 de dezembro de 2007, a empresa anunciou que uma compilação interna dessa versão passara no teste CSS Acid2 no "modo de padrões IE8" — o último dos principais navegadores a fazê-lo. O Internet Explorer 8 foi lançado em 19 de março de 2009. Os novos recursos incluíam aceleradores, proteção de privacidade aprimorada, um modo de compatibilidade para páginas projetadas para navegadores mais antigos, e suporte aprimorado para vários padrões da web. Foi a última versão do Internet Explorer a ser lançada para o Windows XP. O Internet Explorer 8 obteve 20/100 no teste Acid3, o que foi muito pior do que todos os principais concorrentes da época.
Em 24 de outubro de 2006, a Mozilla lançou o Mozilla Firefox 2.0. Incluía a capacidade de reabrir guias recentemente fechadas, um recurso de restauração de sessão para retomar o trabalho onde ele havia sido deixado após uma falha, um filtro de phishing e um corretor ortográfico para campos de texto. A Mozilla lançou o Firefox 3.0 em 17 de junho de 2008, com melhorias de desempenho e outros novos recursos. O Firefox 3.5 foi lançado em 30 de junho de 2009, com melhorias adicionais de desempenho, integração nativa de áudio e vídeo e mais recursos de privacidade.
A Apple criou garfos do KHTML e do KJS de código aberto e mecanismos JavaScript do navegador KDE Konqueror em 2002. Eles explicaram que esses forneciam uma base para desenvolvimento mais fácil do que outras tecnologias em virtude de serem pequenos (menos de 140.000 linhas de código), projetado de forma limpa e compatível com os padrões. O mecanismo de layout resultante ficou conhecido como WebKit e foi incorporado ao navegador Safari fornecido pela primeira vez com o Mac OS X v10.3. Em 13 de junho de 2003, a Microsoft anunciou a interrupção do Internet Explorer na plataforma Mac e, em 6 de junho de 2007, a Apple lançou uma versão beta do Safari para Microsoft Windows. Em 29 de abril de 2010, Steve Jobs escreveu uma carta aberta sobre seu Thoughts on Flash, e o lugar que ocuparia nos dispositivos iOS e navegadores da Apple. Os desenvolvedores da Web receberam a tarefa de atualizar seus sites para serem compatíveis com dispositivos móveis, e embora muitos discordassem da avaliação de Steve Jobssobre o Adobe Flash, a história logo mostraria seu caso com menções notáveis sobre o fraco desempenho do Flash em dispositivos Android. HTML4 e CSS2 foram o padrão na maioria dos navegadores em 2006. No entanto, os novos recursos adicionados aos navegadores a partir das especificações HTML5 e CSS3 ficaram rapidamente em 2010, especialmente no emergente mercado de navegadores móveis, onde novas formas de animação e renderização para várias telas tamanhos foram para se tornar a norma. A acessibilidade também se tornaria um peça chave para a web móvel.
Em 28 de dezembro de 2007, a Netscape anunciou que o suporte para seu Netscape Navigator derivado da Mozilla seria descontinuado em 1 de fevereiro de 2008, sugerindo que seus usuários migrassem para o Mozilla Firefox. No entanto, em 28 de janeiro de 2008, a Netscape anunciou que o suporte seria estendido para 1 de março de 2008, e mencionou o Flock ao lado do Firefox como alternativas para seus usuários.
O Google lançou o navegador Chrome para Microsoft Windows em 11 de dezembro de 2008, usando o mesmo mecanismo de renderização do WebKit que o Safari e um mecanismo JavaScript mais rápido chamado V8. Pouco depois, uma versão de código aberto para as plataformas Windows, OS X e Linux foi lançada sob o nome Chromium. De acordo com a Net Applications, o Chrome ganhou uma participação de uso de 3,6% em outubro de 2009. Após o lançamento da versão beta para Mac OS X e Linux, a participação de mercado aumentou rapidamente.
Durante dezembro de 2009 e janeiro de 2010, a StatCounter informou que suas estatísticas indicavam que o Firefox 3.5 era o navegador mais popular quando contava com versões individuais de navegadores, passando o Internet Explorer 7 e 8 por uma pequena margem. Esta foi a primeira vez que uma estatística global relatou que uma versão de navegador não-Internet Explorer havia excedido a versão superior do Internet Explorer em compartilhamento de uso desde a queda do Netscape Navigator. No entanto, esta façanha, que GeekSmack chamou de "destronamento da Microsoft e seu navegador Internet Explorer 7", poderia ser atribuído em grande parte ao fato de que veio em um momento em que a versão 8 estava substituindo a versão 7 como a versão dominante do Internet Explorer; não mais de dois meses depois, o Internet Explorer 8 havia se estabelecido como o navegador e a versão mais populares, posição que ainda mantinha em março de 2011. Outras estatísticas importantes, como a Net Applications, nunca relataram nenhum navegador não-Internet Explorer maior compartilhamento de uso que o Internet Explorer se cada versão de cada navegador fosse analisada individualmente: por exemplo, o Firefox 3.5 foi relatado como a terceira versão de navegador mais popular de dezembro de 2009 a fevereiro de 2010 e separado pelo Firefox 3.6 desde abril de 2010, cada um à frente do Internet Explorer 7 mas por trás do Internet Explorer 6 e 8.

### Início de HTML5, depreciação do mecanismo de renderização Presto e domínio do Chrome
Em 21 de janeiro de 2010, a Mozilla lançou o Mozilla Firefox 3.6, que permite o suporte para um novo tipo de exibição de tema, 'Personas', que permite aos usuários mudar a aparência do Firefox com um único clique. A versão 3.6 também melhorou o desempenho do JavaScript, a capacidade de resposta geral do navegador e os tempos de inicialização.
Em outubro de 2010, a StatCounter informou que o Internet Explorer caiu pela primeira vez abaixo de 50% do mercado para 49,87% em seus números. Além disso, o StatCounter relatou a primeira queda do uso do Internet Explorer 8 no mesmo mês.
O Google lançou o Google Chrome 9 em 3 de fevereiro de 2011. Os novos recursos apresentados incluíram suporte para WebGL, Chrome Instant e Chrome Web Store. [38] A empresa criou outras sete versões do Chrome naquele ano, terminando com o Chrome 16 em 15 de dezembro de 2011. O Google Chrome 17 foi lançado em 15 de fevereiro de 2012. Em abril de 2012, os navegadores Google (Chrome e Android) se tornaram os mais usados navegadores nos sites da Wikimedia Foundation. Em 21 de maio de 2012, o StatCounter relatou que o Chrome superou o Internet Explorer como o navegador mais usado do mundo. No entanto, as quedas e os picos na fatia de mercado entre o Internet Explorer e o Chrome fizeram com que o Internet Explorer ficasse um pouco à frente do Chrome nos dias úteis até 4 de julho. Ao mesmo tempo, o Net Applications relatou o Internet Explorer firmemente em primeiro lugar, com o Google Chrome quase ultrapassando o Firefox como o segundo. Em 2012, respondendo à popularidade do Chrome, a Apple interrompeu o Safari para Windows.
A Microsoft lançou o Internet Explorer 9 em 14 de março de 2011. Ele apresentava uma interface renovada, suporte para o conjunto básico de recursos SVG e suporte parcial para vídeo HTML5, entre outros novos recursos. Só funciona no Windows Vista, Windows 7 e Windows Phone 7. A empresa lançou posteriormente o Internet Explorer 10 juntamente com o Windows 8 e o Windows Phone 8 em 2012, e uma atualização compatível com o Windows 7 foi realizada em 2013. Essa versão descarta o suporte para o Vista e o Phone 7. A pré-visualização do lançamento do Internet Explorer 11 foi lançado em 17 de setembro de 2013. Ele suporta os mesmos desktops que o seu antecessor.
O conceito de lançamentos rápidos estabelecido pelo Google Chrome levou a Mozilla a fazer o mesmo para o seu navegador Firefox. Em 21 de junho de 2011, o Firefox 5.0 foi a primeira versão rápida para este navegador, concluída apenas seis semanas após a edição anterior. A Mozilla criou mais quatro versões inteiras ao longo do ano, terminando com o Firefox 9 em 20 de dezembro de 2011. Para aqueles que desejavam suporte de longo prazo, a Mozilla criou uma versão ESR do Firefox 10 em 31 de janeiro de 2012. Ao contrário da versão regular, um Firefox ESR recebe atualizações de segurança regulares, além de novos recursos e atualizações de desempenho ocasionais por aproximadamente um ano, após o qual é concedido um período de carência de 12 semanas antes de descontinuar esse número de versão. Aqueles que continuaram a usar os rápidos lançamentos com uma conexão de Internet ativa foram automaticamente atualizado para Firefox 11 em 15 de março de 2012. Até o final de 2011, no entanto, o Chrome ultrapassou o Firefox para se tornar o navegador mais usado do mundo, e a competição entre Chrome e Firefox se intensificou.
Durante essa época, todos os principais navegadores da web implementaram suporte para vídeo HTML5. Codecs suportados, no entanto, variavam de navegador para navegador. As versões atuais do Android, Chrome e Firefox suportam o Theora, H.264 e a versão VP8 do WebM. Versões mais antigas do Firefox omitiam H.264 devido a ser um codec proprietário, mas foi disponibilizado a partir da versão 17 para o Android e da versão 20 para o Windows. O Internet Explorer e o Safari suportam exclusivamente o H.264, mas os codecs Theora e VP8 podem ser instalados manualmente nas versões desktop. Dada a popularidade do WebKit para navegadores móveis, o Opera SoftwareDescontinuou seu próprio mecanismo Presto em fevereiro de 2013. A série de navegadores Opera 12 foi a última a usar o Presto com seus sucessores usando o WebKit. Em 2015, a Microsoft descontinuou a produção de versões mais recentes do Internet Explorer. Por este ponto, o Chrome ultrapassou todos os outros navegadores como o navegador com maior compartilhamento de uso.
A partir de 2015, com o lançamento do Windows 10, a Microsoft mudou do Internet Explorer para o Microsoft Edge. No entanto, o novo navegador não conseguiu capturar muita popularidade a partir de 2018.
Em 2017, os compartilhamentos de uso do Opera, Firefox e Internet Explorer caíram bem abaixo de 5% cada, enquanto o Google Chrome se expandiu para mais de 60% em todo o mundo. Em 26 de maio de 2017, Andreas Gal, ex-CTO da Mozilla, declarou publicamente que o Google Chrome venceu a Segunda Guerra dos Navegadores.

## Rescaldo
Embora o Internet Explorer não seja mais o navegador padrão da Microsoft desde o Windows 10, ele continua operando devido às organizações que precisam dele para aplicativos herdados e, apesar de seu declínio geral, tem um compartilhamento de uso maior do que o Microsoft Edge, seu sucessor impopular. Devido ao sucesso do Google Chrome em dezembro de 2018, a Microsoft anunciou que estaria criando uma nova versão do Edge com o mecanismo de renderização do Google, o Chromium, em vez de seu próprio mecanismo de renderização, o EdgeHTML. O desenvolvimento estava em andamento a partir de 2019. Embora o Firefox tenha mostrado um leve aumento na participação de uso a partir de fevereiro de 2019, ele continua com menos de 10% de participação de uso em todo o mundo.